# مارگریت دوراس
مارگریت دوراس (به فرانسوی: Marguerite Duras)‏ با نام کامل مارگریت ژرمن ماری دونادیو (به فرانسوی: Marguerite Germaine Marie Donnadieu)‏ (۱۹۱۴ – ۱۹۹۶) نویسنده و فیلمساز فرانسوی بود. برخی از منتقدان ادبی لقب «بانوی داستان‌نویسی مدرن» را به او داده‌اند.
او در طول دوران فعالیت ادبی و هنری خود بیش از ۱۹ فیلم ساخت و ۶۰ کتاب شامل رمان، داستان کوتاه، نمایشنامه، اقتباس، فیلم‌نامه نوشت.

## زندگی

### اوان زندگی
دوراس در ۴ آوریل ۱۹۱۴ در خانواده‌ای فرانسوی در هندوچین، مستعمره سابق فرانسه و ویتنام فعلی زاده شد. او دو برادر بزرگتر از خود داشت. در سال ۱۹۱۸ خانواده دوراس در شهر فنوم‌پن پایتخت کامبوج مستقر می‌شوند، اما پدرش که معلم ریاضیات بود پس از مدت کوتاهی به بستر بیماری افتاد و هنگام بازگشت به فرانسه درگذشت.

مادر مارگریت پس از مرگ شوهرش در شرایط بسیار سخت به شغل معلمی خود ادامه داد و در روستاهایی در مجاورت رودخانه مکونگ و با فقر فرزندانش را بزرگ کرد. مادر برای این که از عهده مخارج بچه‌ها برآید در سینماها پیانو می‌زد تا وقتی که تصمیم گرفت تکه زمینی را در کامبوج برای کشاورزی و سرمایه‌گذاری بخرد اما به علت فساد اداری موجود و به واسطه خرید زمینی که دائم در معرض سیل و غیرقابل کشت بود، تمامی سرمایه‌اش را از دست داد.
زندگی در مناطق و روستاهای فقیرنشین، ارتباط و دوستی با بومی‌ها و کمبود محبت پدری بعدها تبدیل به منبع الهام و دستمایه نوشته‌های او شد.

### تحصیلات و مهاجرت به پاریس
در سال ۱۹۲۹ مارگریت به منظور تحصیل در دوره دبیرستان به سایگون رفت. در همان زمان بود که مارگریت نوجوان عاشق یک چینی ثروتمند شد. او این ماجرا را سال‌ها بعد در داستان «عاشق» نوشت و توانست برنده جایزه گنکور شود. و در ۱۸ سالگی برای ادامه تحصیل در رشته علوم سیاسی به دانشگاه سوربن در فرانسه رفت. و در نهایت موفق به اخذ لیسانس حقوق شد. او در این مدت علاوه بر درس دانشگاهی، دامنه مطالعات ادبی‌اش را گسترش می‌دهد. چند سالی را نیز به عنوان بایگان و محقق در اداره مستعمرات فرانسه کار کرد. در سال ۱۹۳۹ با نویسنده‌ای به نام روبر آنتلم ازدواج کرد در ژوئن ۱۹۴۴، روبِر به دلیل فعالیت‌های سیاسی توسط گشتاپو دستگیر شده و به شهر داخائو در ایالتِ بایرنِ آلمان تبعید می‌شود.
مارگریت در سال ۱۹۴۴ به عضویت حزب کمونیست فرانسه درآمد و با این‌که در سال ۱۹۵۰ از آن حزب اخراج شد ولی تا پایان عمر عقاید چپگرایانه‌اش را حفظ کرد. دوراس در انتخابات سال ۱۹۸۱ برای پیروزی فرانسوا میتران، نامزد سوسیالیست ریاست جمهوری فرانسه تلاش بسیاری کرد.

### ادبیات
در سال ۱۹۴۱ اولین رمانش را برای چاپ به انتشارات گیلمار سپرد، گیلمار از چاپ و انتشار رمان خودداری کرد ولی ریموند کنو که در گالیمار کار می‌کرد و به استعدادش اعتقاد داشت، او را تشویق به ادامه نوشتن کرد.
به این ترتیب اولین کتابش در سال ۱۹۴۳ و هنگام جنگ جهانی دوم با نام بی‌شرمان توسط انتشارات گیلمار چاپ و منتشر شد. او به جای نام‌خانوادگی اصلیش دونادیو، اسم دوراس که نام منطقه‌ای بود که پدرش در آنجا مرده بود را انتخاب کرد، نامی که تا پایان عمر در تمامی آثارش استفاده شد و همگان او را به این نام می‌شناسند.

در سال ۱۹۴۶ دوراس و آنتلم از یکدیگر جدا شدند و سال بعد مارگریت از رابطه‌اش با دیونیس ماسکولو صاحب فرزند پسری به نام ژان شد.
دوراس در سال ۱۹۵۰ رمان سدی بر اقیانوس آرام را نوشت که مورد توجه قرار گرفت و نامزد جایزه ادبی گنکور شد. در آن ایام او در کنار نویسندگی به فعالیت‌های سیاسی و اجتماعی نظیر مبارزه با جنگ الجزایر و مخالفت با سیاست‌های ژنرال دوگل نیز می‌پرداخت.

### موفقیت و شهرت
اگرچه کتاب مدراتوکانتابیله در به شهرت رسیدن دوراس سهم عمده‌ای داشت ولی نباید از نقش فیلم هیروشیما عشق من به کارگردانی آلن رنه که او نویسنده فیلمنامه‌اش بود غافل بود.
دوراس برای این فیلم نامزد دریافت جایزه اسکار بهترین فیلم‌نامه شد و در جشنواره کن نیز به عنوان فیلم برگزیده انتخاب شد.
دوراس جایزه ادبی گنکور را در سال ۱۹۸۴ به دلیل نوشتن رمان عاشق دریافت کرد. این رمان او بسیار پرفروش شد و به ده‌ها زبان زندهٔ دنیا ترجمه شد. انعکاس و نقد و نظرهای فراوانی که در مطبوعات این اثر به دنبال داشت دامنه شهرت دوراس را وسعت بخشید.
ژان ژاک آنو کارگردان فرانسوی در سال ۱۹۹۲ بر اساس این رمان دوراس فیلمی به نام عاشق ساخت.

## سبک
مارگریت دوراس در آثارش شیوه‌های تازه‌ای را در عرصه رمان‌نویسی آزمود و رونق تازه‌ای به نثر فرانسوی بخشید.
نثر دوراس با بیانی فشرده و ابهامی شاعرانه، خواننده را درگیر می‌کند؛ زبانش عریان و بی‌واسطه است و واژگان آثارش با دقت و وسواس انتخاب شده‌است.
سنت‌شکنی و پرداختن به موضوع‌های غیرمتعارف، به شیوه‌ای غیرمعمول و نوگرایانه را می‌توان ویژگی اصلی آثار مارگریت دوراس دانست.
او اگر چه هیچ‌گاه یک فمینیست برجسته نبود در نوشته‌هایش افراد و مکان را با زبان و نگاهی زنانه بهم متصل می‌کرد.
دوراس در گفتگویی عنوان کرد که دوران نویسندگی خودش را دو دوره می‌داند که نوشتن کتاب «مدراتو کانتابیله» در اواخر دهه پنجاه، مرز بین این دو دوره است. خود دوراس تأکید می‌کند که در آثار نخستینش هیچ جایی برای خلاقیت خواننده باقی گذاشته نشده‌است.

## بیماری و مرگ

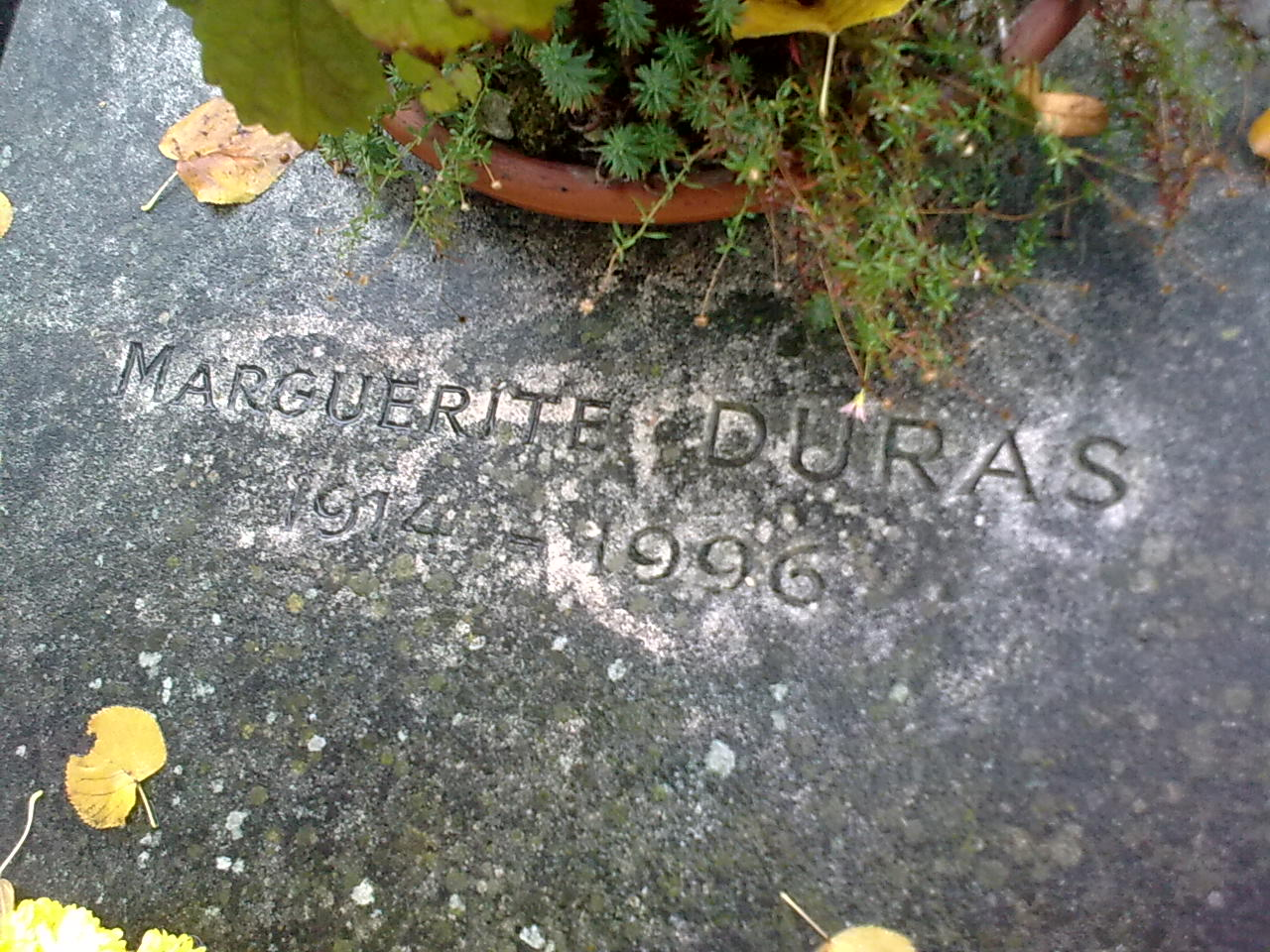
قبر دوراس در گورستان مون‌پارناس

در اکتبر ۱۹۸۸ دوراس به کما می‌رود و پس از ۵ ماه به‌طور معجزه‌آسایی جان سالم به در می‌برد.
مارگریت دوراس که مسئله بیش مصرفی الکل را داشت در نهایت به سرطان مری مبتلا شد.
دوراس در روز یکشنبه ۳ مارس سال ۱۹۹۶ در ساعت ۸ صبح در سن ۸۲ سالگی در طبقه سوم خانه شماره ۵ خیابان سن‌بنوآ پاریس درگذشت.
مراسم تشییع جنازه او در روز ۷ مارس در کلیسای سن‌ژرمن انجام شد و در گورستان مون‌پارناس دفن شد. بر روی سنگ قبر او نام، تاریخ تولد و وفات و حروف آغازین نام و نام‌خانوادگیش حک شده‌است.

## آثار

### ترجمه به فارسی

مدراتو کانتابیله ترجمه رضا سیدحسینی

- مدراتو کانتابیله ترجمه رضا سیدحسینی انتشارات نیلوفر
- لاموزیکا ترجمه هوشنگ حسامی
- شیدایی لل.و. اشتاین ترجمه پرویز شهدی انتشارات ققنوس و ترجمه قاسم روبین انتشارات نیلوفر
- عاشق ترجمه قاسم روبین انتشارات نیلوفر
- نایب کنسول ترجمه قاسم روبین انتشارات نیلوفر
- نوشتن، همین و تمام (شامل دو کتاب نوشتن و همین و تمام)
- دریانورد جبل الطارق ترجمه پرویز شهدی انتشارات ققنوس. تهران ۱۳۷۹
- بحر المکتوب مترجم: قاسم روبین، ناشر: نیلوفر - تهران
- سدی بر اقیانوس آرام، ترجمه پرویز شهدی انتشارات ققنوس
- تابستان ۸۰، ترجمه قاسم روبین انتشارات نیلوفر
- درد، انتشارات نیلوفر
- نایب کنسول، قاسم روبین، انتشارات نیلوفر

### فیلم‌شناسی

پوستر فیلم هیروشیما عشق من به کارگردانی آلن رنه

| سال  | نام فیلم                   | نقش                                                              |
| ---- | -------------------------- | ---------------------------------------------------------------- |
| ۱۹۶۶ | لاموزیکا                   | کارگردانی به همراه پل سبان                                       |
| ۱۹۶۹ | گفتا که خراب اولی          | کارگردان                                                         |
| ۱۹۷۱ | زردینه خورشید              | نویسنده و کارگردان                                               |
| ۱۹۷۲ | ناتالی گرانژه              | نویسنده فیلم‌نامه و کارگردان                                      |
| ۱۹۷۳ | زن رودخانه گنگ             | نویسنده فیلم‌نامه و کارگردان                                      |
| ۱۹۷۵ | آوای هند                   | کارگردان                                                         |
| ۱۹۷۶ | باکستر، ورا باکستر         | نویسنده و کارگردان                                               |
| ۱۹۷۶ | نام ونیزی‌اش در کلکته کویری | کارگردان                                                         |
| ۱۹۷۶ | تمامی روزها در میان درختان | کارگردان                                                         |
| ۱۹۷۷ | کامیون                     | کارگردان                                                         |
| ۱۹۷۸ | دریانوردی شبانه            | نویسنده فیلم‌نامه و کارگردان                                      |
| ۱۹۷۹ | سزاره                      | کارگردان                                                         |
| ۱۹۷۹ | دستهای بدلی                | کارگردان                                                         |
| ۱۹۷۹ | اورلیا ملبورن              | کارگردان                                                         |
| ۱۹۷۹ | اورلیا ونکوور              | کارگردان                                                         |
| ۱۹۸۱ | آگاتا و قرائت‌های نامحدود   | نویسنده فیلم‌نامه و کارگردان                                      |
| ۱۹۸۱ | دیالوگ رم                  | نویسنده فیلم‌نامه و کارگردان                                      |
| ۱۹۸۵ | بچه‌ها                      | نویسنده فیلم‌نامه و کارگردان به همراه ژان ماسکولو و ژان مارک تورن |